# Circolo Matematico di Palermo
Le Circolo Matematico di Palermo (Cercle mathématique de Palerme) est une société mathématique italienne, fondée à Palerme par le géomètre sicilien Giovanni Guccia en 1884, professeur de géométrie supérieure à la Faculté des sciences, ancien élève à Rome de Luigi Cremona où il s'est constitué un important réseau intellectuel international.
Elle a commencé à accepter des membres étrangers en 1888 et, au moment de la mort de Guccia, en 1914, elle était devenue la plus importante société mathématique internationale, avec environ un millier de membres. Dans son conseil d'administration apparaissent les grands mathématiciens européens comme Henri Poincaré, David Hilbert, Felix Klein et Federigo Enriques. Presque entièrement financé par lui, le Club, qui connait des épisodes d'hostilités au sein de l'université de Palerme, possède une imprimerie à partir de 1893 pour l'impression de ses Rendiconti. 
Cependant, par la suite, son influence a décliné.

## Publications
La revue de la société, les Rendiconti del Circolo Matematico di Palermo, a été publiée dans une première série de 1885 à 1941 (avec une très large diffusion internationale, mais atteignent également les lycées les plus éloignés de l'île, où ils assurent une formation efficace des enseignants. et dans une deuxième série en cours à partir de 1952. Depuis 2008, elle est publiée par Springer Science+Business Media ; les éditeurs actuels sont Ciro Ciliberto, Gianni Dal Maso et Pasquale Vetro.
Les Rendiconti ont publié de nombreux articles majeurs, dont :
- Sur la dynamique de l'électron par Henri Poincaré (1906)
- l'introduction des nombres normaux par Émile Borel en 1909[5] ;
- la première publication du théorème de Plancherel en 1910[6] ;
- le théorème de Carathéodory en 1911[7] ;
- la démonstration du théorème d'équidistribution par Hermann Weyl en 1910[8] ;
- un des appendices à l'article fondateur « Analysis Situs » d'Henri Poincaré[9].